# تل الاغر، ادلب
تل الاغر (به عربی: تل الأغر) یک روستا در سوریه است که در ناحیه ابوالظهور واقع شده‌است. تل الاغر ۷۳۳ نفر جمعیت دارد.